# Melchor Ocampo, Guerrero
Melchor Ocampo är en ort i Mexiko.   Den ligger i kommunen Alcozauca de Guerrero och delstaten Guerrero, i den sydöstra delen av landet, 240 km söder om huvudstaden Mexico City. Melchor Ocampo ligger 1 535 meter över havet och antalet invånare är 1 008.
Terrängen runt Melchor Ocampo är huvudsakligen kuperad, men åt sydväst är den bergig. Melchor Ocampo ligger nere i en dal. Runt Melchor Ocampo är det ganska tätbefolkat, med 65 invånare per kvadratkilometer. Närmaste större samhälle är Xalatzala, 18,4 km nordväst om Melchor Ocampo. I omgivningarna runt Melchor Ocampo växer huvudsakligen savannskog.